# مصطفى باشا الجزائر
مصطفى باشا هو باشا من عهد الباشوات الثلاثون الذين حكموا أيالة الجزائر، حكم الجزائر خلال فترتين الأولى: (أربعة أشهر عام 1595). , والثانية (1596-1599).

## فترة حكمه للجزائر

### الفترة الأولى
عندما غادر شعبان باشا الجزائر، ترك مكانه مصطفى باشا الذي كان أحد أقربائه.

### تأسيس سور الغزلان
إلى مصطفى باشا هذا ينسب اليه تأسيس بلدة سور الغزلان الجزائرية، وكان سبب تأسيسها هو انه عندما ثاروا بني عباس على القوات العثمانية في عهد سلفه شعبان باشا قطعوا الطريق بين الجزائر وقسنطينة على فرق المحلة التي كانت تحصل الضرائب من المناطق فبنى مصطفى باشا سور الغزلان لتكون نقطة مواصلات بين الجزائر وقسنطينة.
لم يلبث في الحكم إلا أربعة أشهر وجاء بعده الخضر باشا.

### الفترة الثانية
عين في منصب بشا الجزائر خلفا لسابقه الخضر باشا بعد عام واحد من تنصيب هذا الاخير عندما قام بتسليح الكراغلة ليضمهم للجيش العثماني في الجزائر مما اثار سخط فرقة جنود اليولداش على الخضر باشا واتهامه لدى الباب العالي انه يريد الاستقلال بالجزائر فأدى ذلك إلى اقالته من منصبه.
و في عهد مصطفى باشا، اشتدت وطأة العسكر مما ادى إلى نشوب ثورات عليهم ولانه لم يستطع اخمادها اقالته القسطنطينية من منصبه واستبداله بدالي حسن باشا.

### مقالات ذات صلة
- أيالة الجزائر